# 中川晃
中川 晃（なかがわ あきら、1956年8月7日 - ）は、東京都板橋区出身のガラス作家。2001年（平成3年）に北海道夕張郡栗山町へ工房を移設。代表作は「ひとがた」、「チャッタくんシリーズ」がある。青と緑が合わさった色を「ちゃったカラー」と称している。

## 経歴
都内のガラス工場で修行した後、自身の工房を構えることを目的として1987年に北海道小樽市にある北一硝子に入社。退社後、1995年（平成7年）に自身の工房「ちゃった工房」を北海道江別市に設立。その後、2001年（平成3年）に北海道夕張郡栗山町へ工房を移設した。
工房の由来は、ある公募展の制作意図を書く時に「自分は一本の木で、いろんな枝が分かれてかたちや内容を変えた実がなる、その中の一部だけをそれらしく書きたくない、根はもっと深いところにあるわけだし、それを簡単には言えない」と、嘘ぶいて「できちゃった」と書いたとき、独立したら工房の名前にしようと思ったという。
祖父の中川忠順は、明治から昭和初期の東洋美術史家として、国宝保存法の草案にも携わったほか、父の中川千咲は、帝国美術院附属美術研究所(現東京国立文化財研究所)で陶磁の意匠と文様を研究し、陶磁評論家としても活躍した。
- 1979年（昭和54年） - 上越クリスタル株式会社[5][6]
- 1980年（昭和55年） - 井田硝子株式会社（現在の株式会社深川硝子工芸）[6][7]
- 1987年（昭和62年） - 北一硝子株式会社[6]
- 1995年（平成7年） - ちゃった工房を江別市に設立[6]
- 2001年（平成13年） - ちゃった工房を夕張郡栗山町に移設[1][3][8]

## 表現・作品
ひとがたをモチーフにした独特の作風で知られている。宙吹きという型を使わないで吹き竿に息を吹き込んでガラスを形成する方法や、キャストという鋳型の中に熔けたガラスを流し込んで成形する技法で製作。作品として「ひとがた」、「道化師シリーズ」、「チャッタくんシリーズ」がある。青と緑が合わさった色を「ちゃったカラー」と称している。
2012年（平成24年）、代官山ヒルサイドテラス「E棟」で10人の作家（磯谷晴弘、川井英世、後藤かよ子、谷祥一、玉田恭子、中川晃、西悦子、広沢葉子、山科昌子、山田輝雄）が集ったことでアートグラス制作集団の名称を「e-to-ten（イートーテン）」として、東京・京都・横浜・札幌等で「十人十色」ガラスの展覧会を毎年巡回開催している。
- 1996年（平成8年）- えべつエポアホール（ブラケット）][5][6]
- 1998年（平成10年）- 札幌市立厚別北中学校多目的ホール（ステンドグラス）[6]
- 2001年（平成13年）- 江別市給食センター（外壁レリーフ）[6][11]
- 2019年（令和元年）- ナチュの森（モニュメント制作協力）[12]

## 主な活動歴
- 2007年（平成19年）- 個展「風を追って」（銀座 黒田陶苑 /東京）
- 2008年（平成20年）- 個展「風の訪問」（ギャラリー五峯 /東京）
- 2008年（平成20年）- 個展「ピエロの休日」（ギャラリー卯甲 /横浜）
- 2009年（平成21年）- 個展「風を感じて」（渋谷 東急百貨店本店 /東京）
- 2010年（平成22年）- 「ガラスアート2010」（銀座 和光並木ホール /東京）
- 2011年（平成23年）- 「GLASS･今日展」（日本橋三越本店 /東京）
- 2012年（平成24年）- 「ひらめきとかたち」（妖精の森ガラス美術館 /岡山）
- 2012年（平成24年）- 「ガラスの波紋」（新宿 小田急百貨店 /東京）
- 2012年（平成24年）- 個展「道化師の戯言」（石の蔵 ぎゃらりぃ はやし /北海道）
- 2013年（平成25年）- 「Glass Appeal Exhibition 2013」 （目黒区美術館区民ギャラリー /東京）2006年から2011年
- 2013年（平成25年）- 「第12回 日本のガラス展」（石川県能登島ガラス美術館 /石川） 1996年から
- 2013年（平成25年）- 「GLASS･今日展」（日本橋三越本店 /東京）
- 2014年（平成26年）- 「日本の現代ガラス 十人十色ガラス展」（九つ井 山の上ギャラリー /横浜）
- 2014年（平成26年）- 「GLASS･今日展」（日本橋三越本店 /東京）
- 2015年（平成27年）- 個展「中川晃ガラス展」（ギャラリー凛 /東京）[13]
- 2016年（平成28年）- 「十人十色 project - 現代ガラスの美 & 現代ガラスの表現者展vol.37回美術画廊」（阪急百貨店 阪急うめだ本店 /大阪）
- 2017年（平成29年）- 「KOKOROJapanisches Glas heute」 （フラウエナウガラス美術館   ドイツ）[14]
- 2018年（平成30年）- 「Japanese Glass today」 （ガラス美術館レッテ /ドイツ）[15]
- 2019年（令和元年）- 「New Acquisitions 2018」（ガラス美術館レッテ /ドイツ）
- 2020年（令和2年）- 「e-to-ten 十人十色 展示 vol.10 京都秋色」（京都文化博物館・別館ホール /京都）[16]
- 2022年（令和4年）- 「e-to-ten 十人十色 ガラスの展覧会 vol.11～横浜2～」（横浜赤レンガ倉庫1号館/横浜）[17][18]
- 2022年（令和4年） - 「国際ガラス年 2022 ガラス造形展覧会～十人十色～」（東京大学・安田講堂/東京）[19][20]
- 2024年（令和6年） - 「e-to-ten 十人十色 現代日本のガラスアート」（市立小樽美術館/小樽）[21][22][23][24][25]

## 公募展
- 2004年（平成16年）- 国際ガラス展・金沢（香林坊大和・石川県能登島ガラス美術館 /石川）
- 2010年（平成22年）- 国際ガラス展・金沢（香林坊大和・石川県能登島ガラス美術館 /石川）
- 2013年（平成25年）- 国際ガラス展・金沢（金沢21世紀美術館・石川県能登島ガラス美術館 /石川）

## 講義・実演
- 2011年（平成23年）- 東京芸術大学大学院、女子美術大学[26]
- 2013年（平成25年）- 武蔵野美術大学
- 2014年（平成26年）- 金沢卯辰山工芸工房
- 2024年（令和6年）- 北海道近代美術館「ガラス作家が語る！『現代ガラスのオノマトペ』」[2]

## 受賞歴
- 1991年（平成3年）-「朝日現代クラフト展」入選[6]
- 1991年（平成3年）-「伊丹クラフト展」入選[6]
- 1991年（平成3年）-「金沢工芸大賞コンペティション」入選[6]
- 1992年（平成4年）-「札幌芸術の森全国クラフト公募展」入選[6]
- 1996年（平成8年）-「日本現代ガラス展」入選[6]
- 1997年（平成9年）-「現代ガラスの美IN多摩」入選[6]
- 1997年（平成9年）-「ビアマグランカイ」佳作（札幌芸術の森/札幌）[5][6]
- 2010年（平成22年）-「国際ガラス展･金沢2010」入選「ショーの合間」(Between the shows)[27]
- 2013年（平成25年）-「国際ガラス展･金沢2013」入選「迷子の月」(Lost Moon)[28]

## 作品収蔵先
- 江別市セラミックアートセンター（北海道）
- 栗山町（北海道）
- 黄金崎クリスタルパーク（静岡県）
- 石川県デザインセンター（石川県）
- 石川県能登島ガラス美術館（石川県）
- 三田市ガラス工芸館（兵庫県）
- ガラス美術館レッテ（エルンストング財団）[29]